# Herman Meier
Herman Meier (12. februar 1631 i Rostock – 31. januar 1685) var en dansk krigssekretær og krigsråd, bror til Reinhold Meier.

## Uddannelse
Han var søn af dr.jur., først i mecklenburgsk tjeneste, senere gottorpsk råd og staller i Ejdersted Herman Meier (død 1659) og Ursula von Gehren (død 1650). Han gik i gymnasiet i Hamborg og studerede jura ved universitet i Rostock (immatrikuleret 1643), universitetet i Königsberg (1648) og universitetet i Helmstedt, hvorefter han var på studierejse i nogle år.

## Karriere i Danmark
1657, ved Karl Gustav-krigenes udbrud, kom han til København og fik her ansættelse som krigssekretær, det vil sige sekretær ved det nydannede Krigsråd, der efter enevoldsmagtens indførelse fik en fastere organisation som Krigskollegium. Denne fra først af temmelig underordnede stilling fik i de 21 år, Meier beklædte den, større og større betydning, navnlig efter Christian V's tronbestigelse. Straks efter at have tiltrådt regeringen tog denne konge ivrig fat på at udvide krigsmagten med den forestående krig for øje. Samtidig blev den gamle præsident i Krigskollegiet, feltherren Hans Schack, mere og mere affældig, og i samme forhold gled ledelsen af Hærens anliggender over i hænderne på rigskansleren Griffenfeld, som dog i begyndelsen af 1676 atter måtte afgive den til den nye præsident i Kollegiet, Johan Adolf af Plön.

### Skånske Krig
Under alt dette havde Meier, som de opbevarede arkivalier noksom bærer vidnesbyrd om, båret hovedparten af arbejdet ved hæradministrationen, og hans Indflydelse har vistnok været i stadig stigen; men det er dog først, da Johan Adolf tre fjerdingår efter, at han var kommet til roret, havde trukket sig tilbage, at Meier bestemt træder frem i forgrunden. Allerede 1670 havde kongen som en personlig begunstigelse overdraget ham foruden de fra Krigskollegiet udgåede ekspeditioner tillige at udfærdige "alle andre vores Militie immediate vedkommende Breve, som af os selv skal underskrives", et hverv, der ikke blot som følge af de til indløsningen af bestallinger og lignende knyttede sportler var meget indbringende, men tillige bragte Meier i stadig nær berøring med kongen selv; og da denne mere og mere blev tilbøjelig til at være sin egen krigsminister og overgeneral, havde han god brug for Meiers administrative duelighed og nøje kendskab til Hærens anliggender, som han jo havde været med til at ordne fra deres første begyndelse. Ved de krigsråd, som under de følgende felttog mere og mere hørte til dagens orden, kom Meier derfor til at spille en fremtrædende rolle. Han var nu ikke længere blot krigssekretær, altså protokolfører, men var i maj 1676 udnævnt til tillige at være krigsråd med sæde og stemme ved rådslagningerne; og da de øvrige deltagere i disse, selv hvor det direkte gjaldt krigsoperationerne, for største delen var mænd, der savnede indsigt dels i militære Forhold overhovedet, dels i de særlige danske forhold, havde Meier ikke svært ved at gøre sig gældende. Hans meninger hørte i det hele til det fornuftigere af, hvad der kom frem; men militær var han ikke, og at al fasthed og energi i Krigsførelsen måtte kvæles under de evindelige diskussioner, synes ikke at være faldet ham ind. Under det dådløse felttog 1678 spillede Meier en vigtigere rolle end nogen sinde. Det endte med, at Båhuses belejring måtte opgives, og at Christiansstad faldt i svenskernes hænder, uden at den danske Hær havde så meget som vovet et slag for at redde æren. Overgeneralen Friedrich von Arenstorff måtte falde som den naturlige syndebuk for de begåede fejl.

### Senere hverv
Meier havde snarere været Arenstorffs modstander end hans tilhænger, og det blev ham, der kom til at forfatte den første anklage mod denne i form af en række "foreløbige Spørgsmaal", der forelagdes generalen til besvarelse. I en række af år havde Meier tillige været generalauditør, og det var vel nærmest i denne egenskab, at han formulerede klagepunkterne; thi samtidig med at Arenstorff blev suspenderet fra sine embeder, bl.a. som 1. medlem af (vicepræsident i) Krigskollegiet, fratrådte Meier som dettes sekretær. Han havde (som J.H.F. Jahn siger) banet vejen for sin efterfølger, Jens Harboe, til af krigssekretæren at gøre en krigsminister (eller rettere en chef for militærkabinettet). Hvorfor han forlod posten, just som denne betydningsfulde forandring forestod, er ikke klart; det var i hvert fald ikke, fordi han var faldet i unåde. Han vedblev som sagt at være generalauditør, indtil han efter fredslutningen 1679 udnævntes til deputeret i Admiralitetskollegiet og Kommercekollegiet. Kort efter fik han titel af etatsråd og blev medlem af  "Revisionskommissionen", der nedsattes for at ordne genindløsningen af det under Frederik III afhændede krongods. 1682 blev Meier, der allerede som krigssekretær havde været benyttet ved militærpolitiske sendelser til forskellige nordtyske fyrster, sendt til Stockholm som envoyé extraordinaire, særlig for at modarbejde Gottorps indflydelse, men blev, da kongen i begyndelsen af 1683 atter begyndte at ruste, kaldt hjem for at indtræde som deputeret i det samtidig oprettede Generalkommissariat for hær og flåde. En hær på over 30.000 mand blev nu sammendraget i Holsten, og Meier overtog her det vigtige hverv som chef for feltkommissariatet (forplejningsvæsenet). Muligen har han overanstrengt sig i denne virksomhed. Af helbredshensyn søgte han i efteråret 1684 over i stillingen som amtmand over det Slesvigske Domkapitels gods, men døde allerede 31. januar 1685.
22. september 1664 havde Meier ægtet Christine Madsdatter, hvis fader, Mads Mortensen, var tolder ved Øresund. Hun overlevede ham.
Han er begravet i Helligåndskirken.